# Könnyek ösvénye
A könnyek ösvénye nevet viselte az Egyesült Államok kormánya által 1830 és 1850 között elkövetett kitelepítési folyamat. Az Öt Civilizált Törzs nagyjából hatvanezer tagja volt érintett.
A cseroki, a csikaszó, a csaktó, a krík és a szeminol törzsek tagjait erőszakkal kitelepítették szülőföldjeikről az Egyesült Államok déli részén, új, kifejezetten számukra létrehozott indián területekre a Mississippi nyugati oldalára, az 1830-as indiánkitelepítési határozat elfogadása után. Az utolsó erőszakos kitelepítés a Mississippi keleti oldalán 1838-ban kezdődött, azt követően, hogy 1828-ban aranyat találtak Dahlonega közelében, Georgiában. A kitelepített törzsek betegségektől szenvedtek és éheztek útjuk során, több ezren meghaltak, mielőtt elérték volna a számukra kijelölt területeket. Egyes történészek népirtásnak vagy etnikai tisztogatásnak nevezték.

## Háttér

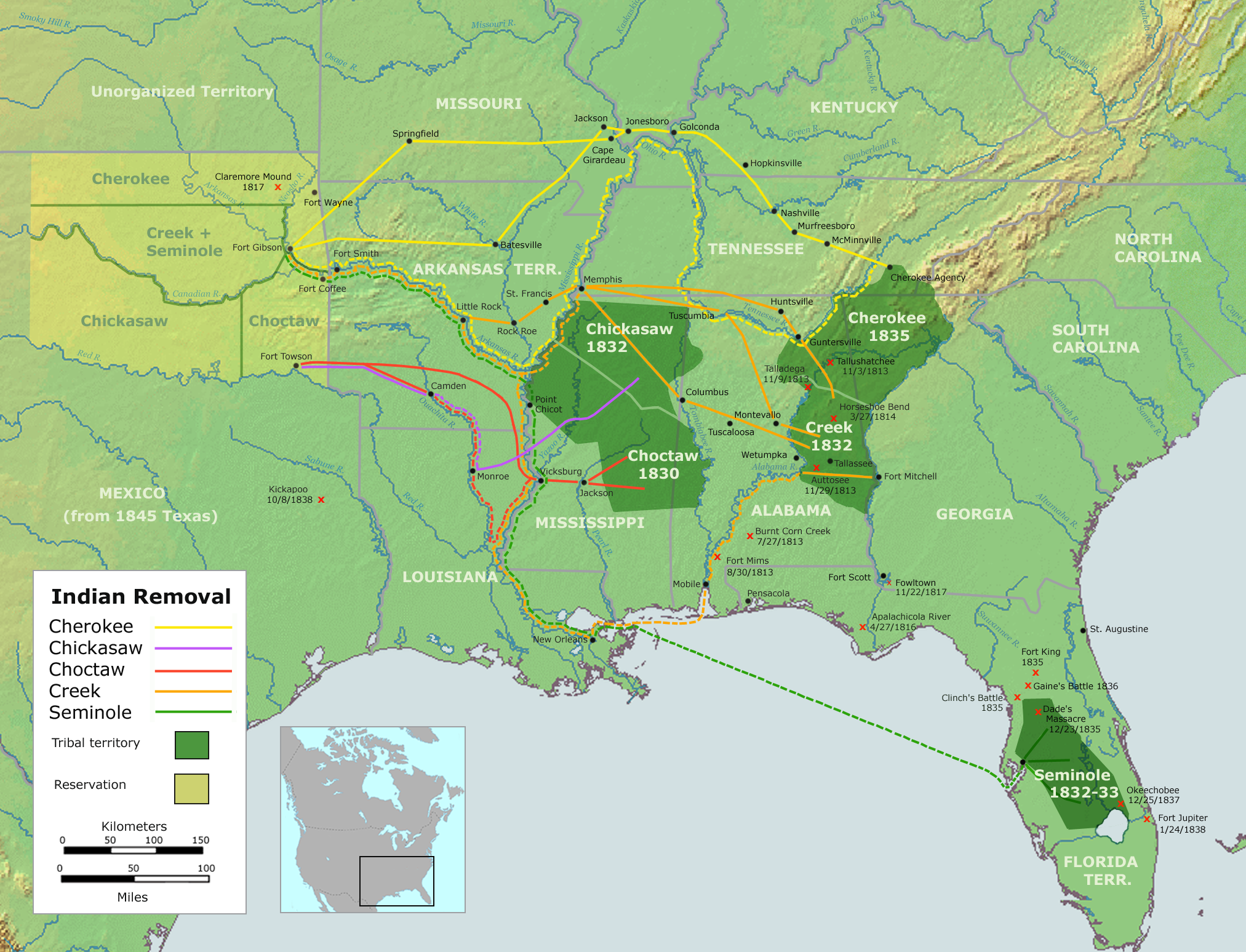
Az indiánkitelepítés folyamata, 1830 és 1838 között. A sárgászöld terület Oklahoma, ahova a törzsek telepítve lettek

1830-ban az Öt Civilizált Törzs (cseroki, csikaszó, csaktó, krík és szeminol) az amerikai Deep South területen élt. A cseroki és a csaktó törzsek köreiben egyre inkább elkezdett elterjedni a fehér amerikaiak életmódja, George Washington és Henry Knox elképzelése szerint, lassan elhagyva hagyományos életstílusukat.
Amerikai telepesek már egy ideje nyomást próbáltak helyezni a kormányra, hogy kitelepítsék az indiánokat a kontinens délkeleti részéről, sokan már elérték az indián földeket, egyesek pedig csak több területet akartak magukénak tudni. Ugyan sokan ellenezték a mozgalmat, beleértve Davy Crockett kongresszusi képviselőt, Andrew Jackson meg tudott szerezni elég támogatást az indiánkitelepítési határozat elfogadására, ami jogot adott a szövetségi kormánynak bármilyen délkeleti indián föld elkobzására.
1831-ben a csaktó törzs volt az első, amit kitelepítettek és a folyamat mintaként szolgált a későbbi kitelepítések elvégzésének. Ezt követően a szeminolokat próbálták meg kitelepíteni, de az 1840-es évek végéig egyes törzstagok még kitartóan háborúztak a kormánnyal. A krík eltávolítás 1834-ben, a csikaszó pedig 1837-ben kezdődött meg, míg az utolsó, cseroki törzset 1838-ban kezdték el kitelepíteni. Ettől függetlenül voltak, akik el tudták kerülni a kitelepítést, vannak csaktók, akik napjainkban is Mississippiben, kríkek Alabamában és Floridában, cserokik Észak-Karolinában és szeminolok szintén Floridában élnek. A kis szeminol csoport, ami túlélte a kitelepítést Floridában, nagyjából 500 főből állt, a napjainkban is itt élő szeminolok felmenői. A nyugati úton részt vettek ezek mellett rabszolgák és olyan nem indiánok is, akik a törzsekkel éltek az időszakban, mint afrikai származású személyek, illetve felszabadított rabszolgák is. 1837-re már 46 ezer indiánt kitelepítettek a délkeleti államokból, felszabadítva több, mint 100 ezer négyzetkilométernyi területet a fehér telepesek számára. Mikor az öt törzs megérkezett az indián területekre, azzal próbáltak meg a fehér telepesek jó kegyeibe kerülni, hogy hasonló telepesi felfogással kezdték el bevenni a területet. Voltak törzsek, amik a kitelepítés előtt érkeztek a területre és az új indiánokat idegenként kezelték.

### Történelmi háttér

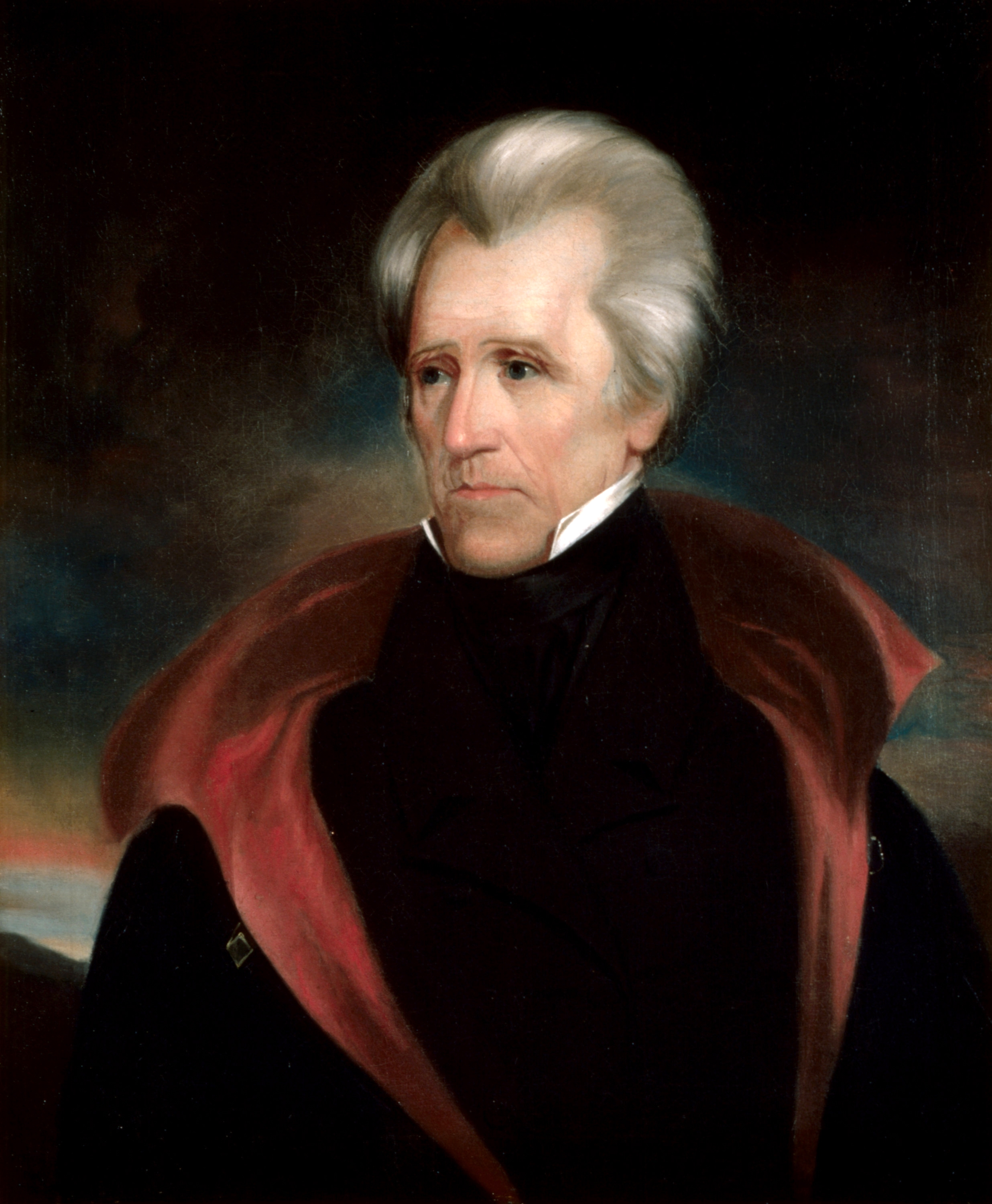
Andrew Jackson amerikai elnök alatt gyorsult fel az indiánok kitelepítése

1838 előtt az indián törzsek területeiből folyamatosan annektáltak részeket az amerikai államok, mivel ezek tették ki akkoriban az ország egy nagy részét. Ezeknek indoka leginkább a területre betelepülő fehér lakosok és az amerikai hadsereg katonai erejétől való félelem volt. Ahogy ezek az újonnan kialakult területek amerikai államok lettek, az államok kormányai megpróbálták eltörölni az indián területek határait, ezzel az állam felügyelete alá vonva azokat. Az ország déli részén egyre elterjedtebb volt a rabszolgaság és gyorsan nőtt az amerikai népesség is. Nagy szerepet játszott ebben ezek mellett az is, hogy Eli Whitney feltalálta a gyapottisztító gépet.
Sok délkeleti indián a törzsekből közgazdasági szempontból integrálódott a régió gazdaságába, sokan rabszolga tulajdonosok és ültetvényesek voltak, de ettől függetlenül is ki lettek telepítve.
Andrew Jackson elnöksége előtt az amerikaiak azzal próbálták meg elkerülni a felelősség vállalást a kitelepítésért, hogy abban a hitben élnek, hogy az indiánok úgy is ki fognak halni, így kitelepítésük igazából nem tesz semmi rosszat. Annak ellenére, hogy a könnyek ösvénye gyakran Jackson elnökségével azonos, a kitelepítés már korábban is megkezdődött. A határozat elfogadása után Jackson maga is úgy nyilatkozott, hogy a törvényjavaslat a korábbi 30 év politikájának összefoglalása volt. James Fenimore Cooper Az utolsó mohikán című regénye is nagy szerepet játszott a fehér polgárok köreiben elterjedt hit fenntartásában, hogy az indiánok kihalása elkerülhetetlen, hiszen a könyv végén az utolsó mohikán meghal és átadja a kontinenset örökbefogadott, indián életet élő fiának, a fehér telepesnek.

## Csaktó kitelepítés

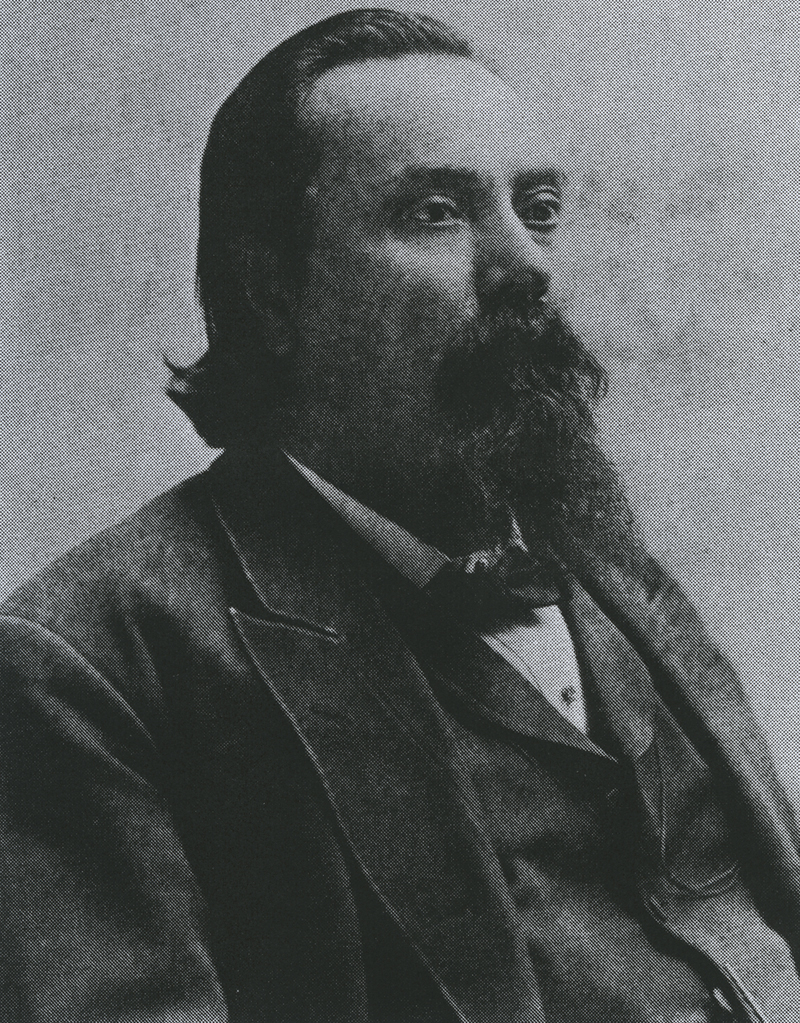
George W. Harkins, csaktó törzsfőnök

A csaktók napjaink Alabama, Mississippi és Louisiana államaiban laktak. Több, 1801 után aláírt békeszerződést következtében a törzs élőterülete 45 000 km2-re csökkent. A Dancing Rabbit Creek szerződés a fennmaradó területet is az Egyesült Államoknak adta és 1831 elején lett ratifikálva. A kitelepítésbe csak az után egyeztek bele, hogy egyes indiánok maradhattak a területen. A csaktók voltak az elsők, akik aláírtak egy szerződést a szövetségi kormánnyal, amiben szerepelt, hogy az indián népet kitelepítik. Andrew Jackson elnököt meglepte, hogy milyen könnyen közreműködött a törzs. A szerződés szerint az állam fizetett az indiánok kitelepítéséért és a folyamatnak két és fél éven belül be kellett fejeződnie. A csaktó törzs feje, George W. Harkins, a következőt írta az amerikai állampolgároknak, mielőtt a kitelepítés megkezdődött:
Szerénységgel próbálok szólni az amerikai néphez, tudva és érezve hozzá nem értésemet; és elhíve, hogy jól fejlett értelmességetek nem szívesen fogadná egy csaktó felszólalását. De eldöntve, hogy ezen ősszel a Mississippi nyugati oldalára emigrálunk, úgy gondoltam helyes lenne, hogy megosszak néhány gondolatot, amik leírják nézeteimet és az érzéseim, amik megindítottak kitelepítésünk kapcsolatán... Mi, a csaktó nép úgy döntünk, hogy inkább szenvedünk és szabadok leszünk, mint hogy törvények degradáló befolyása alatt éljünk, ahol hangunk teljesen el lenne nyomva.
Lewis Cass háborús miniszter George Gaines-t nevezte ki a kitelepítések lefolytatására. Gaines úgy döntött, hogy három fázisban fogja kitelepíteni a törzset, 1831. novemberi kezdettel, 1833-ig. Az első csoport Memphis és Vicksburg városaiban találkozott, ahol a kíméletlen tél sokat nehezített az indiánok előrehaladásán, árvizek, hó és ónos esőnek köszönhetően. Eredetileg szekerekkel szállították volna nyugatra az indiánokat, de ezt az áradások megnehezítették. A két város lakosait aggodalommal töltötte el, hogy az élelem elkezdett elfogyni, így öt gőzhajóval (Walter Scott, Brandywine, Reindeer, Talma, Cleopatra) segítették az indiánok nyugatra szállítását. A memphisi csapat az Arkansas folyón nagyjából 100 kilométert utazott Arkansas Post településéig. Itt a hőmérséklet fagypont alatt maradt majdnem egy hétig, a folyók is befagytak, hetekig nem tudott utazni a csoport. Ebben az időszakban naponta egy maréknyi kukoricát, egy tarlórépát és két pohár forralt vizet fogyasztottak az indiánok. A kormány ide negyven szekeret küldött, hogy az indiánokat Little Rockhoz szállítsák. Megérkezésük után egy csaktó főnök az útról azt mondta, hogy a „könnyek és halál ösvénye.” A vicksburgi csoport kísérője inkompetens volt, a csoport nagy része odaveszett a Lake Providence mocsaraiban.

Alexis de Tocqueville francia filozófus a következőt mondta a csaktó kitelepítésről, mikor Memphisben tartózkodott 1831-ben:
A levegőben pusztulás és veszedelem volt, ami cserbenhagyta a végső és visszavonhatatlan adieu-t; az ember nem tudta szívfacsarodás nélkül nézni a jelenetet. Az indiánok békések voltak, de komorok és szűkszavúak. Volt egy, aki beszélt angolul és, akitől megkérdeztem, hogy a csaktók miért hagyják el az országot. „Hogy szabadok legyünk” mondta, semmi más okot nem tudtam kiszedni belőle. Mi... végignéztük a kitelepítését... az egyik legünnepeltebb és legősibb amerikai népnek.
–  Alexis de Tocqueville, Az amerikai demokrácia
Majdnem 17 ezer csaktó tette meg az utat a később indián területek, majd Oklahoma nevet kapó régióba. Nagyjából 2500–6000 vesztette életét a könnyek ösvényén. 1831 után, az első kitelepítési próbálkozásokat követően nagyjából 5000–6000 csaktó maradt Mississippiben. Akik úgy döntöttek, hogy az újonnan alapított államban maradnak, zaklatás, perek és megfélemlítés áldozatai voltak. „Házainak lebontották és elégették, kerítéseinket elpusztították, földeinket elvették és minket megkorbácsoltak, megbilincseltek, megbéklyóztak és személyesen zaklattak, amiben legjobb embereink életüket veszítették.”

## Szeminol ellenállás

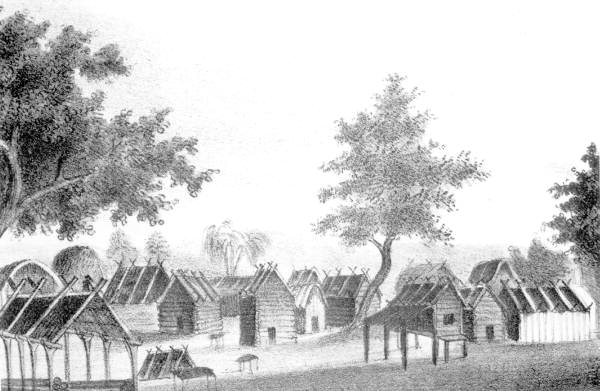
Egy szeminol falu a háború kitörése előtt

Az Egyesült Államok 1821-ben szerezte meg Floridát Spanyolországtól, az Adams–Onís-egyezmény részeként. 1832-ben a szeminolokat Payne’s Landinghez hívták, itt felszólítva őket, hogy nyugatra költözzenek, ha találnak nekik megfelelő földet. A krík rezervátumban tervezték őket letelepíteni és itt egyesíteni a két törzset, mivel egyes szeminolok korábban kríkek voltak. Ezen indiánok nem akartak nyugatra költözni, mivel biztosak voltak, hogy meggyilkolták volna őket, amiért korábban elhagyták a krík törzset. Egy hét főnökből álló delegáció, akik az új föld megfigyelésére indultak volna el, nem hagyták el Floridát 1832 októberéig. Azt követően, hogy hónapokat töltöttek a terület bejárásával és megbeszéléseket tartottak a kríkekkel, 1833. március 28-án aláírtak egy dokumentumot, amiben elismerték, hogy a föld számukra megfelelt. Azt követően, hogy visszatértek Floridába, visszavonták kijelentésüket, azt mondva, hogy kényszerítették őket a szerződés aláírására vagy, hogy nem volt hatalmuk a teljes törzs nevében dönteni. Az Apalachicola folyó környékén falvakban élő indiánokat viszont könnyebb volt meggyőzni és 1834-ben nyugatra költöztek. 1835. december 28-án szeminolok és feketék egy 180 fős csoportja megtámadta az Egyesült Államok hadserege egy századát, megölve 107 embert a 110-ből.

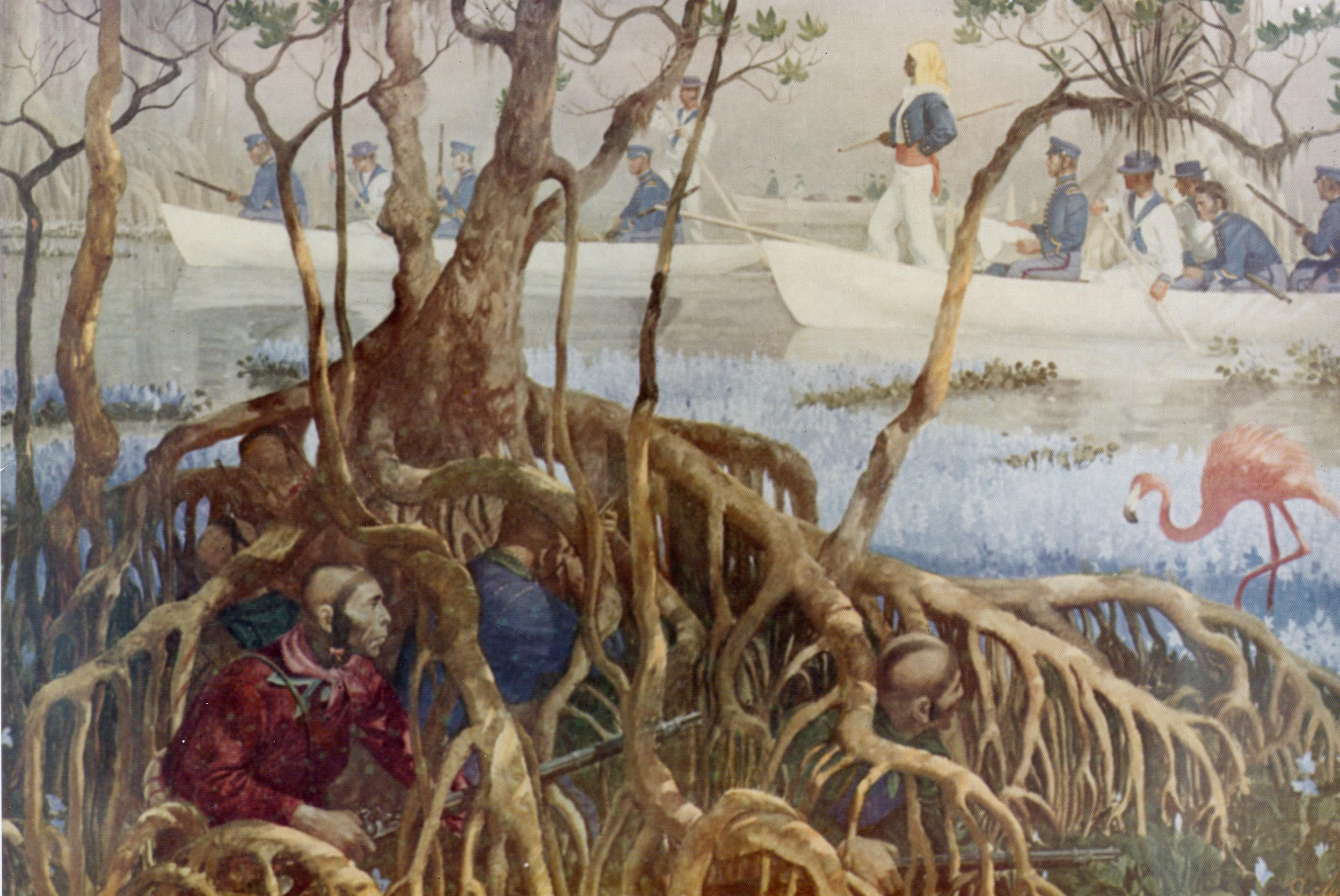
Az Egyesült Államok hadserege kutatja az Everglades mocsarait

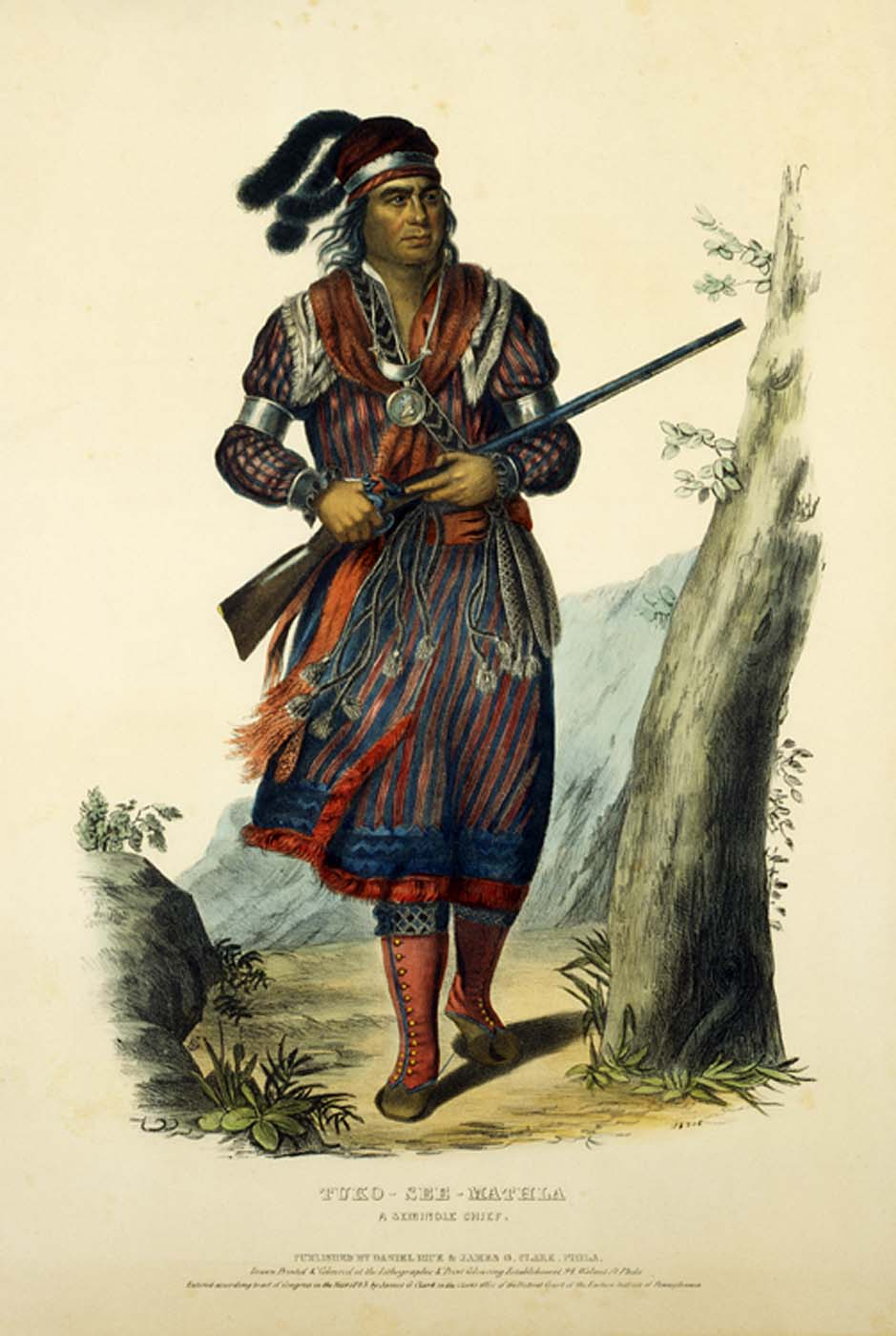
Szeminol harcos, 1834-ben

Felismerve, hogy a szeminolok ellen fognak állni a kitelepítésnek, Florida elkezdett háborúra készülni. A helyi milícia 500 muskétát kért kölcsönbe a kormánytól és ötszáz önkéntest mozgósítottak. Az indiánok rajtaütöttek több farmon és településen is, az itt élő családok nagyvárosokba menekültek vagy teljesen elhagyták a területet. Megállítottak egy ellátmányokat szállító vonatot, megölve a rajta utazó tizennégy őrből nyolcat, de a legtöbb megszerzett ellátmányt pár nappal később az amerikai hadsereg visszaszerezte. Az atlanti parton több cukorültetvény is elpusztult és innen sok rabszolga csatlakozott a szeminolokhoz.
Sok háborús főnök tovább folytatta az ellenállást a hadsereg ellen, a háború egy évtized után ért véget, 1842-ben. Az Egyesült Államok nagyjából 20 millió dollárt  (napjainkban nagyjából 606,4 millió dollár) költött a háborúra és sok indiánt erőszakkal kitelepítettek a krík területekre, míg mások az Everglades mocsaraiba vonultak vissza. Végül a kormány feladott az összes indián elfogásával és az Everglades területén valamivel kevesebb, mint 500 indiánt békén hagyott. Egyes szakértők szerint több száz szeminol maradt a területen a háborúk vége után.
A háború következményeként az Everglades-ben túlélő szeminolok az egyetlen szövetségi szinten elismert törzs, ami napjainkig se hagyta el szülőföldjét és soha nem írt alá erről szerződést az Egyesült Államokkal.
Az amerikai nép ebben az időszakban az indián ellenállást jogtalannak tartotta. Egy 1836. január 26-án az Enquirerben kiadott cikk a szeminolok ellenállásáért és az azt követő erőszakért csak a szeminol törzset hibáztatta és azt írta, hogy az indiánok megszegték szavukat azzal, hogy nem hagyták el a területet.

## Krík kitelepítés

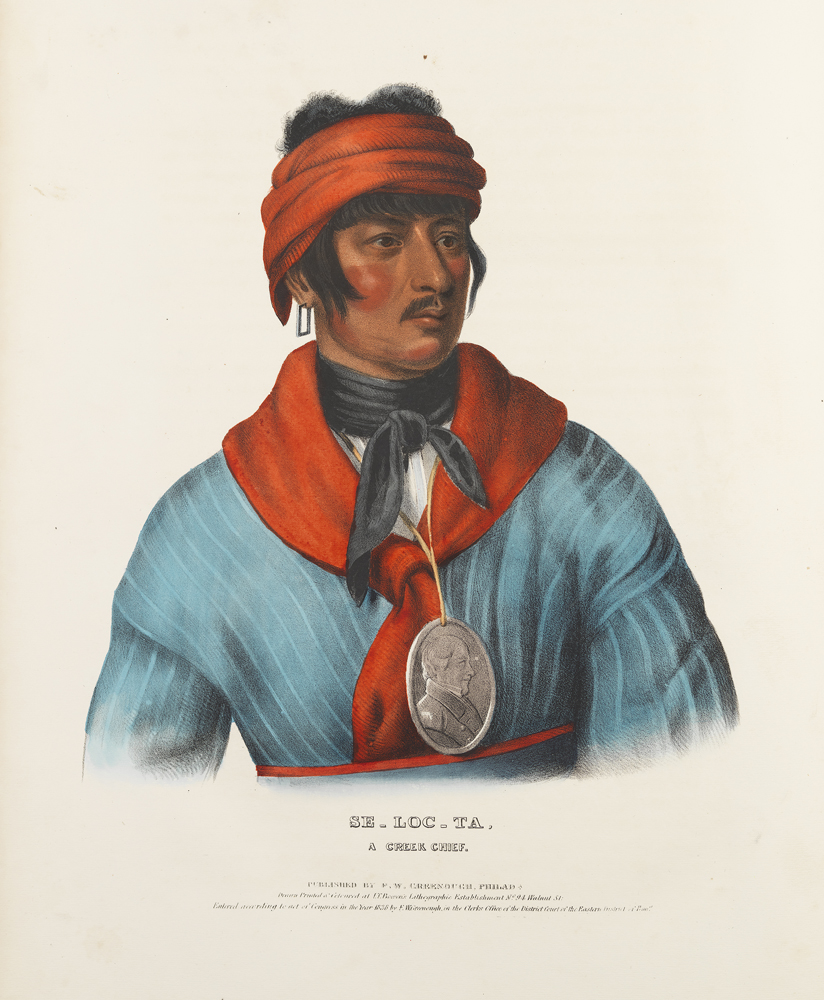
Selocta Chinnabby krík főnök

Az 1812-es háború után egyes krík vezetők, mint William McIntosh és Selocta Chinnabby törzsfőnök aláírtak békeszerződéseket, amik Georgiának adtak további földet. 1814-ben a Fort Jackson-i békeszerződés jelentette a véget a kríkeknek és a déli indiánoknak. Annak ellenére, hogy több krík vezető is biztosította Jacksont, hogy békések maradnak, az elnök kijelentette, hogy földet kell adniuk a szövetségi államnak, nagyjából, 93,000 km2-t.
A kríkek később bevezettek egy új törvényt a törzsön belül, ami szerint új föld átadásáért halálbüntetés járt. Ennek ellenére 1825. február 12-én McIntosh és további főnökök aláírtak egy szerződést, feladva a fennmaradó krík területek nagy részét Georgiában. A szenátusi ratifikáció után McIntosh-t a kríkek meggyilkolták egy merénylet során.
A krík törzsi bizottsága, amit Opothle Yohola vezetett, azt üzente az Egyesült Államoknak, hogy a szerződés félrevezető volt. John Quincy Adams hallgatott rájuk és végül a washingtoni békeszerződéssel (1826) elvetették a korábbi egyezményt. R. Douglas Hurt történész a következőt mondta a helyzetről: „A kríkek elérték, amit egy indián törzs se tudott korábban vagy később – egy ratifikált szerződés megszüntetését.” George Troup, Georgia kormányzója viszont ezt nem vette figyelembe és elkezdte erőszakkal kitelepíteni az indiánokat, a korábbi megegyezés kitételei szerint. Eredetileg Adams megpróbált a szövetségi hadsereggel beavatkozni, de Troup nem volt hajlandó megadni magát, így a polgárháborútól félő Adams hagyta, hogy kitelepítse a kríkeket: „az indiánok nem érnek annyit, hogy háborúzni kezdjünk.”
Ugyan a kríkeket kitelepítették az államból és sokan elutaztak egészen az indián területig, közel 20 ezren maradtak Alabamában is. Az állam viszont törvényeket hozott és eltörölte a törzsi kormányokat. Opothle Yohola védelmet kért Andrew Jacksontól az alabamai állam ellen, de erre az elnök nem volt hajlandó, majd 1832-ben szerződést kötöttek a kríkekkel, ami a törzset felosztotta kisebb részekre. A kríkek vagy eladhatták a számukra kiosztott földet és elutazhattak nyugatra vagy Alabamában maradhattak az állami törvények alatt. A kríkek viszont soha nem kaptak lehetőségeket, hogy megfeleljenek a szerződés pontjainak, az amerikaiak továbbra is illegálisan letelepedtek földjeikre és a szövetségi, illetve állami hatóságok nem sokat tettek ellene. Egyes kríkek, akik eddigre már nagyon szegények voltak, megpróbáltak ellenállni. Azt követően, hogy 1836 májusában elpusztították Roanoke falvát, az ellenállás háborúba torkollott a szövetségi kormány ellen. Az 1836-os krík háború idején a kríkeket erőszakkal kitelepítették az indián területre, nagyjából 15 ezer ember volt érintett az utolsó szakaszban. Ebből 3500 indián nem élte túl az utat Oklahomába.

## Csikaszó kitelepítés
A csikaszók pénzt kaptak a szövetségi kormánytól azért cserébe, hogy elhagyják földjeiket a Mississippi keleti oldalán. 1836-ban egyeztek meg a kitelepített csaktók földjének megvásárlásáról, öt évnyi vita után. A földjük legnyugatibb részéért a csaktóknak 530 ezer dollárt (napjainkban 14,1 millió dollár) fizettek. Az első csikaszó csoport 1837-ben kezdett el utazni, John M. Millard vezetésével. 1837. július 4-én gyűltek össze Memphisben összes vagyontárgyukkal, állataikkal, rabszolgáikkal. Azt követően, hogy átlépték a Mississippit, a korábban kitelepített népek útját követték, majd mikor megérkeztek az indián területre, beleolvadtak a csaktó törzsbe.

## Statisztikai áttekintés
| Törzs    | Népesség a kitelepítés előtt                                | Békeszerződés               | Ideje     | Kitelepítettek | Fennmaradó létszám | Halálozások a kitelepítés alatt | Halálozások háborúzás következtében |
| -------- | ----------------------------------------------------------- | --------------------------- | --------- | -------------- | ------------------ | ------------------------------- | ----------------------------------- |
| Csaktó   | 19 554 + fehér csaktók + 500 fekete rabszolga               | Dancing Rabbit Creek (1830) | 1831–1836 | 15 000         | 5000–6000          | 2000–4000+ (kolera)             | 0                                   |
| Krík     | 22 700 + 900 fekete rabszolga                               | Cusseta (1832)              | 1834–1837 | 19 600         | Több száz          | 3500–4500 (betegség)            | Ismeretlen (1836-os krík háború)    |
| Csikaszó | 4914 + 1156 fekete rabszolga                                | Pontotoc Creek (1832)       | 1837–1847 | legalább 4000  | Több száz          | 500–800                         | 0                                   |
| Cseroki  | 16 542 + 201 házasodott fehér ember + 1592 fekete rabszolga | New Echota (1835)           | 1836–1838 | 16 000         | 1500               | 4000–8000                       | 0                                   |
| Szeminol | 3700–5000 + elmenekült rabszolgák                           | Payne’s Landing (1832)      | 1832–1842 | 2833–4000      | 250–500            |                                 | 700 (Második szeminol háború)       |

## Fordítás
Ez a szócikk részben vagy egészben  a   Trails of Tears című angol Wikipédia-szócikk ezen változatának fordításán alapul.  Az eredeti cikk szerkesztőit annak laptörténete sorolja fel. Ez a jelzés csupán a megfogalmazás eredetét és a szerzői jogokat jelzi, nem szolgál a cikkben szereplő információk forrásmegjelöléseként.